# 奈特代爾 (北卡羅萊納州)
奈特代爾（英語：Knightdale）是一個位於美國北卡羅萊納州韋克縣的城鎮。

## 人口
根據2020年美國人口普查的數據，奈特代爾的面積為22.01平方千米，當中陸地面積為22.00平方千米，而水域面積為0.01平方千米。當地共有人口19435人，而人口密度為每平方千米883人。